# Municipio Coyame del Sotol
Koordinaten: 29° 44′ N, 105° 14′ W
Coyame del Sotol (bis 2000 Coyame) ist ein Municipio mit etwa 1.700 Einwohnern im mexikanischen Bundesstaat Chihuahua. Das Municipio hat eine Fläche von 11.665 km². Verwaltungssitz und größter Ort des Municipios ist Santiago de Coyame.

## Geographie
Das Municipio Coyame del Sotol liegt im Nordosten des Bundesstaats Chihuahua auf einer Höhe zwischen 800 m und 2300 m. Das Municipio zählt zur Gänze zur physiographischen Provinz der Sierras y Llanuras del Norte und liegt zu 54 % im endorheischen Becken der Cuencas Cerradas del Norte (Casas Grandes), 44 % liegen in der hydrologischen Region Bravo-Conchos und entwässern in den Golf von Mexiko, der Rest liegt im endorheischen Becken des Bolsón de Mapimí. Die Geologie des Municipios wird zu 54 % von Alluvionen bestimmt bei 20 % Kalkstein und 11 % Konglomeratgestein; vorherrschende Bodentypen im Municipio sind der Calcisol (45 %), Leptosol (27 %) und Regosol (13 %). 85 % der Gemeindefläche werden von Gestrüpplandschaft eingenommen, 14 % dienen als Weideland.
Das Municipio grenzt an die Municipios Ahumada, Guadalupe, Ojinaga und Aldama.

## Bevölkerung
Beim Zensus 2010 wurden im Municipio 1681 Menschen in 560 Wohneinheiten gezählt. Davon wurden 82 Personen als Sprecher einer indigenen Sprache registriert, darunter 76 Sprecher der Tarahumara-Sprache. 7,7 Prozent der Bevölkerung waren Analphabeten. 685 Einwohner wurden als Erwerbspersonen registriert, wovon gut 83 % Männer bzw. 5 % arbeitslos waren. 7,2 Prozent der Bevölkerung lebten in extremer Armut.

## Orte
Das Municipio Coyame del Sotol umfasst 106 bewohnte localidades, von denen lediglich der Hauptort vom INEGI als urban klassifiziert ist. Vier Orte wiesen beim Zensus 2010 eine Einwohnerzahl von über 100 auf. Der größte Ort und einzige mit über 300 Einwohnern ist Santiago de Coyame (709 Einwohner).